# Pierre II de Trani
Pierre II de Trani ou Pierron II de Trani dit « Pietron », est un important baron italo-normand de la seconde moitié du XIe siècle, comte de Trani.

## Biographie
Probablement né dans le sud de l'Italie après les années 1030, Pierre est le troisième fils du comte Pierre de Trani, apparenté à la famille Hauteville selon le chroniqueur Guillaume de Pouille.
Comte de Trani, il possède de nombreux fiefs en Apulie et est aussi le tuteur de son neveu Richard, fils de son frère Godefroi, qui possédait Tarente.
Refusant comme son père l'autorité des Hauteville et cherchant à se rendre autonome, il se révolte contre Robert Guiscard, duc normand d'Apulie, de Calabre et de Sicile, avec le soutien d'un Empire byzantin qui n'a pas encore renoncé à reconquérir l'Italie, profitant des divisions au sein des Normands. Pierre reçoit en plus le titre d'« Imperialis Vestis » (avant 1073) de la part de l'empereur Michel VII Doukas. Peu de temps auparavant, Pierre avait refusé de fournir un contingent à l'armée de Guiscard qui allait combattre les musulmans en Sicile, préférant de son côté lancer des raids sur les côtes illyriennes et grecques.
En 1072, lorsque Robert Guiscard convoque ses vassaux à Melfi, Pierre et d'autres rebelles dont son cousin Ami de Giovinazzo, refusent de répondre à la convocation. Pierre part s'enfermer à Andria et envoie des troupes à Trani.
Cependant, Robert Guiscard finit par réprimer la révolte ; il met le siège devant Trani qui capitule au bout de 50 jours (2 février 1073). Lorsque Robert Guiscard part assiéger Corato, Pierre décide de reprendre Trani en l'absence du duc mais, arrivé dans cette ville ou dans les environs, il est capturé par le beau-frère de Guiscard, et est retenu prisonnier (1073). Retenu prisonnier un certain temps ou condamné à l'exil, il obtient probablement le pardon du duc car on le retrouve en 1078 participer à une nouvelle révolte de barons menée notamment par le comte Henri de Monte Sant'Angelo et par son cousin Ami de Giovinazzo. Pierre est alors à cette date comte de Tarente, qui appartenait auparavant à son neveu dont il était le tuteur ou protecteur. Les rebelles, soutenus par le pape Grégoire VII (et probablement aussi par les Byzantins), étendent la révolte à toute l'Apulie et à la Calabre ; Pierre en profite pour s'emparer de son ancien fief de Trani (que Robert Guiscard avait probablement annexé lors de sa précédente révolte), et soulever les habitants de Bari et de sa région (1079). Mais une fois encore, la révolte est maîtrisée et les principaux chefs capturés et durement punis (Gradilon fut notamment aveuglé et condamné à la prison à vie). Pierre II de Trani, enfermé dans son fief, fut assiégé par des troupes dirigées par la femme de Robert Guiscard, Sykelgaite, et fut contraint à la capitulation (1080).
Pierre obtient néanmoins une nouvelle fois le pardon du duc d'Apulie car on le retrouve un an plus tard participant à la grande expédition menée par Robert Guiscard dans les Balkans contre l'Empire byzantin (1081-1085). En 1081, il trouve la mort au combat à Durazzo, en Illyrie (auj. en Albanie).

## Généalogie simplifiée
- Amicus
  - Gautier de Lesina
    - Amicus de Giovinazzo
    - Godefroi de Melfi

  - Pierre de Trani
    - Amicus
    - Godefroi de Trani
      - Richard d'Andria
        - Godefroi d'Andria
          - Richard II d'Andria
            - Roger d'Andria
              - Robert de Calagio

    - Pierre II de Trani

## Sources
- Aimé du Mont-Cassin, Ystoire de li Normant (traduction du XIVe s. en Vieux français).
- Guillaume de Pouille, Gesta Roberti Wiscardi.